# A9S (Zwitserland)
De Nationalstrasse 9S in Zwitserland is een 43 kilometer lange doorgaande weg, die loopt vanaf Brig, via de Simplonpas naar de grens met Italië, bij Gondo. De eerste vijf kilometer tot Ried-Brig zijn als   Autostrasse uitgevoerd en als A9S bewegwijzerd, echter lopen de afstandspalen als A9S door tot de grensovergang Gondo. De weg is samen met de A9 onderdeel van de Nationalstrasse 9 (N9). Voor het gebruik van de weg is geen tolvignet verplicht.
De gehele A9S is goed uitgebouwd voor langeafstandsverkeer en is goed te berijden voor bijvoorbeeld auto's met caravan en vrachtwagens. In het plaatsje Gondo bevindt zich de Zwitserse douane. 's Winters blijft de A9S geopend en is daardoor het gehele jaar berijdbaar. Een eventuele alternatieve optie voor de Simplonpas is de Simplontunnel (treintunnel), die vanaf Brig naar Iselle loopt.
Vanaf de grens met Italië loopt de SS33 door naar Iselle en Domodossola. Enkele kilometers voor Domodossola begint de expresweg van de SS33 die richting Milaan gaat.
Opmerkelijk is dat de A9S een apart traject is ten opzichte van de Hauptstrasse 9 (H9). Dit komt doordat de H9 onderdeel is van de Talstrasse 9 (T9), en daardoor dus niet in beheer is bij de Bond, maar bij het kanton Wallis. De A9S behoort daarentegen bij het rijk, en is een voortzetting van de A9. De A9S wordt deels op de borden echter nog vermeld als A9 of H9, en wordt op wegenkaarten eveneens nog zo vermeld. De T9 sluit bij de rotonde in Brig ook op de A9S aan.